# 富士フイルム海老名Minerva AFC
富士フイルム海老名Minerva AFC（フジフイルムエビナミネルヴァ・エー・エフ・シー 、英: FUJIFILM EBINA Minerva AFC）は、Xリーグに所属するアメリカンフットボールのクラブチーム。Xリーグ1部のX1 Superに所属する。2023年より海老名市をホームタウンとして活動し、海老名をチーム名に加えた。
メインスポンサーは精密化学メーカーの富士フイルムと、機械メーカーの富士フイルムビジネスイノベーション（旧：富士ゼロックス）。なお、Xリーグには富士ゼロックスの名を冠するクラブチーム、「富士ゼロックスJ-STARS」があったが、特に人材交流等はなく、別個のチームとして活動している。現在は富士ゼロックスのスポンサードから離れて「トライアクシスJ-STARS」に改称されている。

## 歴史
1989年にチームゼロックスとして創部。
2005年に富士ゼロックスレイダースとクラブシャークスが合併し、富士ゼロックスクラブシャークスとなる。
2006年、Xリーグ1部昇格。リーグ戦ではハスキーズに僅差で敗れ、X2 EAST 2位でシーズンを終えたが、優勝したハスキーズが財政上の事情から「仮に入替戦に勝利し、1部昇格してもチーム運営の目処が立たない」として入替戦出場を辞退したため、これに代わって出場した。しかし、ここでもロックブルに惜敗し、この時点で昇格の可能性は一旦消滅したが、日産スカイライナーズのチーム解散に伴い1部リーグの所属チーム枠に空きが生じ、これを巡って、X2 CENTRALで入替戦に敗れたブルザイズ東京と対戦して勝利し、1部昇格が実現した。
2007年に富士ゼロックスAFCへ名称変更。
2008年に富士ゼロックスミネルヴァAFCへ名称変更。
2012年は入替戦でハリケーンズに敗れ、X2へ降格。
2016年の入替戦でブルザイズ東京を破り、Xリーグへ昇格。総合成績は3位（地区2位）で終えたが、1位のSolidstate、2位のクラブキャタピラーズと4位のウォーリアーズが出場辞退したため、出場することとなった。
2021年4月、富士ゼロックスが富士フイルムビジネスイノベーションに社名変更したのに伴い富士フイルムミネルヴァAFCへ名称変更。
2022年2月、海老名市及び海老名商工会議所と三者で包括連携協定を締結し、富士フイルム海老名MinervaAFCへ名称変更。

## 文化

### チーム名
チーム名のミネルヴァは、ローマ神話の「知恵の女神」であるミネルヴァ神に由来する。チームロゴはフクロウをモチーフにしたもので、これも同じく知恵の象徴である。

## タイトル

### 社会人リーグ
東京スーパーボウル(1987年～2002年)
- 優勝：なし
- 準優勝：なし

ジャパンXボウル(2003年～2020年)
- 優勝：なし
- 準優勝：なし

ライスボウル(2021年～)
- 優勝：なし
- 準優勝：なし

()内はシーズン年度

### 社会人VS学生大会
ライスボウル(～2021年)
- 出場なし

()内はライスボウル開催年

## 成績

### 秋季リーグ戦成績
|  |  |  | 優勝 |  | 準優勝 |  | 昇格 |  | 降格 |

#### 2009年-2015年（3ステージ制）
| 年度 | 所属      | 1stステージ | 1stステージ | 1stステージ | 1stステージ | 2ndステージ                                | Finalステージ                              |
| 年度 | 所属      | 勝          | 敗          | 分          | 順位        | 2ndステージ                                | Finalステージ                              |
| ---- | --------- | ----------- | ----------- | ----------- | ----------- | ------------------------------------------ | ------------------------------------------ |
| 2009 | X EAST    | 1           | 6           | 0           | 5位         | Buttle9：1勝1敗                            | ―                                          |
| 2010 | X EAST    | 1           | 6           | 0           | 6位         | Buttle9：1勝1敗                            | X1-X2入替戦勝利（警視庁）、残留            |
| 2011 | X EAST    | 0           | 7           | 0           | 6位         | Battle9：0勝2敗                            | X1-X2入替戦勝利（ハリケーンズ）、残留      |
| 2012 | X CENTRAL | 0           | 7           | 0           | 6位         | Buttle9：0勝2敗                            | X1-X2入替戦敗退（対ハリケーンズ）、X2降格  |
| 2013 | X2        | 5           | 1           | 0           | 3位         | X2セカンドステージ勝利（対ウォリアーズ）   | X2セカンドステージ勝利（対ウォリアーズ）   |
| 2014 | X2        | 6           | 2           | 0           | 3位         | X2セカンドステージ勝利（対ブルザイズ東京） | X2セカンドステージ勝利（対ブルザイズ東京） |
| 2015 | X2        | 8           | 1           | 0           | 1位         | X1-X2入替戦敗退（対ブルザイズ東京）、残留  | X1-X2入替戦敗退（対ブルザイズ東京）、残留  |

#### 2016年-2018年（2ステージ制）
| 年度 | 所属      | レギュラーシーズン | レギュラーシーズン | レギュラーシーズン | レギュラーシーズン | プレーオフ                                  |
| 年度 | 所属      | 勝                 | 敗                 | 分                 | 順位               | プレーオフ                                  |
| ---- | --------- | ------------------ | ------------------ | ------------------ | ------------------ | ------------------------------------------- |
| 2016 | X2        | 6                  | 1                  | 0                  | 2位                | X1-X2入替戦勝利（対ブルザイズ東京）、X1昇格 |
| 2017 | X EAST    | 3                  | 7                  | 0                  | 4位                | ―                                           |
| 2018 | X CENTRAL | 3                  | 6                  | 0                  | 5位                | ―                                           |

#### 2019年-現在（Super・Area制）
| 年度 | 所属    | レギュラーシーズン | レギュラーシーズン | レギュラーシーズン | レギュラーシーズン | プレーオフ                           |
| 年度 | 所属    | 勝                 | 負                 | 分                 | 順位               | プレーオフ                           |
| ---- | ------- | ------------------ | ------------------ | ------------------ | ------------------ | ------------------------------------ |
| 2019 | X1 Area | 4                  | 2                  | 0                  | 6位                | ―                                    |
| 2020 | X1 Area | 1                  | 2                  | 0                  | -                  | 短縮日程のため交流戦のみ             |
| 2021 | X1 Area | 1                  | 5                  | 0                  | 10位               | ―                                    |
| 2022 | X1 Area | 5                  | 2                  | 0                  | 3位                | ―                                    |
| 2023 | X1 Area | 6                  | 1                  | 0                  | 2位                | 入替戦・昇格（対電通キャタピラーズ） |